# Aarne Juutilainen
Aarne Edvard Juutilainen, född 18 oktober 1904 i Sordavala, död 28 oktober 1976 i Helsingfors, var en finländsk legendarisk officer under vinter- och fortsättningskriget. Han var bror till stridsflygaren Ilmari Juutilainen.

## Biografi
Juutilainen föddes som son till en järnvägsarbetare och hade redan som ung en dröm om att bli militär. Han började studera vid en kadettskola 1926, men avbröt studierna året därpå. 1928 lämnade han finska armén och tog värvning i franska främlingslegionen i Nordafrika 1930. Juutilainen stred för främlingslegionen under fem års tid i bland annat Algeriet och Marocko, varefter han fick sitt smeknamn "Marockos fasa" (finska: Marokon kauhu).
Tillbaka i Finland blev Juutilainen officer vid skyddskårerna, men han trivdes inte i längden. 1939 planerade han att återvända till främlingslegionen, men utnämndes då till kompanichef i en bataljon ingående i 34:e infanteriregementet. Juutilainen deltog med sina soldater under slaget vid Kollaa, som varade mellan den 7 december 1939 och 13 mars 1940. Under tiden vid Kollaa skapades legenden om Juutilainen som den djärve och modige kompanichefen som med sitt lugn göt bra kampanda i sina män.
Under fortsättningskriget verkade Juutilainen som kompanichef, kommendant och kapten. Han deltog därefter i Lapplandskriget, liksom brodern Ilmari. Efter krigen sysselsatte sig Juutilainen med diverse arbeten, men hade svårt att få fast arbete på grund av alkoholberoende och de svåra ansträngningarna krigen orsakat. Han avled 1976 och är begravd på Malms begravningsplats i Helsingfors.

## Utmärkelser
- Frihetskorsets 3. klass[4]
- Minnesmedalj för deltagande i 1941-1945 års krig[4]
- Vinterkrigets minnesmedalj[4]
- Frihetskorsets 4. klass[4]
- Frankrikes kolonialmedalj[4]

[Redigera Wikidata]